# Kinali (Barus)
Kinali is een bestuurslaag in het regentschap Tapanuli Tengah van de provincie Noord-Sumatra, Indonesië. Kinali telt 317 inwoners (volkstelling 2010).